# Hyophila pampaninii
Hyophila pampaninii är en bladmossart som beskrevs av Zodda 1913. Hyophila pampaninii ingår i släktet Hyophila och familjen Pottiaceae. Inga underarter finns listade i Catalogue of Life.